# L'ombra del testimone
L'ombra del testimone (Mortal Thoughts) è un film del 1991 diretto da Alan Rudolph.
Raccontato in flashback narrativi durante un interrogatorio della polizia, il film è incentrato su una donna coinvolta nel brutale omicidio del marito violento e tossicodipendente della sua amica.

## Trama
Cynthia Kellogg viene interrogata dal detective John Woods e dalla detective Linda Nealon in una stazione di polizia in merito all'omicidio di suo marito, Arthur. Cynthia fornisce una deposizione , trasmessa in dettagliati flashback . Cynthia racconta il suo impiego come parrucchiera presso il salone della sua amica Joyce a Bayonne, nel New Jersey . Il marito di Joyce, James, è un tossicodipendente violento e Joyce esprime il desiderio di ucciderlo più volte. Una notte, Cynthia accompagna Joyce e James a una fiera. Dopo che James si è ubriacato e ha litigato con Joyce, torna al loro furgone. Cynthia lo segue e prende le chiavi, lasciandolo dormire nel retro del veicolo.
Secondo il racconto degli eventi di Cynthia, le due donne tornano più tardi al furgone per trovare James morto dentro, con la gola tagliata; Cynthia afferma che Joyce ha ammesso di avergli tagliato la gola, dopo essere andata a controllarlo, poiché lui l'aveva aggredita. Secondo Cynthia, su insistenza di Joyce, le donne si sono sbarazzate del corpo di James scaricandolo in un burrone. Dopo l'omicidio, Cynthia torna a casa coperta di sangue e ammette a suo marito, Arthur, cosa è successo. Diversi giorni dopo, una volta che il corpo di James è stato ritrovato, la paranoia di Joyce di essere scoperta, la fa agire in modo sempre più irregolare. Ad un certo punto, ordina a Cynthia di uccidere Kookie, una delle parrucchiere del salone, per paura che facesse vacillare gli alibi delle due donne. Joyce successivamente scopre che Arthur è a conoscenza dell'omicidio, e minaccia Cynthia che lo ucciderà per farlo tacere. Cynthia non crede che Joyce possa effettivamente portare a termine le sue minacce; tuttavia, dopo che Arthur viene trovato ucciso a colpi di arma da fuoco a casa sua la sera della Vigilia di Natale , Cynthia accusa Joyce.
Durante l'interrogatorio di Cynthia, il detective Woods è scettico riguardo alle sue descrizioni degli eventi, ma alla fine le permette di andarsene. Cynthia esce dalla stazione di polizia, entra in macchina, ma si ferma e rivede i dettagli di ciò che è realmente accaduto alla fiera: dopo aver accompagnato James al furgone, questi ha tentato di violentare Cynthia e ha iniziato a picchiarla. Per legittima difesa, gli ha tagliato la gola con un cutter. È corsa poi ad avvisare Joyce dell'accaduto, ed entrambe le donne hanno lasciato la fiera e hanno iniziato a guidare verso un ospedale; tuttavia, quando Joyce si è resa conto che il marito aveva tentato di violentare Cynthia, ha fatto inversione e ha iniziato a guidare nella direzione opposta all'ospedale, aspettando che James morisse dissanguato nel retro del furgone. Dopo la sua morte, le donne si sono sbarazzate del suo corpo e hanno fatto un patto di non dirlo a nessuno.
Mentre Cynthia si trova fuori dalla stazione di polizia ricordando la verità su quanto accaduto, Joyce viene portata dentro per il suo stesso interrogatorio. Cynthia decide di rientrare nella stazione, ora pronta a dire la verità sulla morte di James. Si siede davanti alla telecamera del detective Woods per registrare la sua confessione.